# Naturschutzgebiet Lerautal bei Leuchtenberg
Der Lerautal bei Leuchtenberg ist ein Naturschutzgebiet in Leuchtenberg im Oberpfälzer Landkreis Neustadt an der Waldnaab in Bayern.

## Lage
Das Naturschutzgebiet befindet sich etwa 1 Kilometer nördlich von Leuchtenberg. Es ist Bestandteil des Naturpark Nördlicher Oberpfälzer Wald und des Landschaftsschutzgebietes LSG innerhalb des Naturparks Oberpfälzer Wald (ehemals Schutzzone).

## Beschreibung
Das etwa 91 ha große Areal ist ein 1,5 Kilometer langer Talabschnitt der Lerau mit angrenzenden Waldgebieten. Die Pflastersteine, mit denen die Ostmarkstraße beim Bau in den 1930er Jahren befestigt wurde, sind zum großen Teil aus den Findlingen im Bereich Leuchtenberg hergestellt. Um noch einen Teil dieser von großen Granitblöcken durchsetzten Landschaft zu erhalten, wurde das Naturschutzgebiet ausgewiesen.

## Geotope
Im Naturschutzgebiet befinden sich drei vom Bayerischen Landesamt für Umwelt als bedeutend und wertvoll ausgewiesene Geotope.

### Wolfslohklamm
Der von Osten kommende Leraubach bildet zwischen Lerau und seiner Mündung in die Luhe eine blockreiche Gefällstrecke und streckenweise durchquert der Bach ein Blockmeer. Hier in der Wolfslohklamm NW von Sargmühle(374R030) sind die rundlichen Granitblöcke gehäuft anzutreffen. Die Bezeichnung Klamm ist jedoch irreführend, da es sich nicht um eine Klamm, sondern um ein Kerbtal handelt.

### Teufelsbutterfass
Das Teufelsbutterfass ENE von Burgmühl (374R016) ist ein besonders markanter und eindrucksvoller Felsturm aus wollsackverwittertem Granit. Ringsum finden sich weitere wollsackverwitterte Felsen, teilweise mit eindrucksvollen durch Lösungsverwitterung entstandenen Opferwannen.

### Granitblöcke Gottes Hände
Die Granitblöcke Gottes Hände W von Sargmühle (374R017) sind in einem Waldstück mehrere liegende und auffallend große Granitblöcke aus Leuchtenberger Granit. Sie sind in Folge der
Wollsackverwitterung ausgeprägt und weisen rundliche Formen auf. Einer der Felsblöcke zeigt sehr markante rinnenförmige Vertiefungen, die analog zu ähnlichen Strukturen in Kalksteinen in mancher Literatur als Granitkarren oder Pseudokarren bezeichnet werden.

## Ausweisung
Das Naturschutzgebiet wurde erstmals am 28. Juni 1938 und am 5. Januar 1952 sowie am 24. November 1976 mit geänderter Verordnung ausgewiesen.